# Elaphrus fuliginosus
Elaphrus fuliginosus es una especie de escarabajo del género Elaphrus, familia Carabidae. Fue descrita científicamente por Say en 1830.
Se distribuye por América del Norte, en Canadá y los Estados Unidos. Se ha registrado en Alberta, Manitoba, Ontario y Quebec. Suele frecuentar hábitats donde abunda la vegetación y el suelo arenoso húmedo.